# دافيدوف
داڤيدوف هي علامة تجارية سويسرية من السيجار والسجائر وإكسسوارات المدخن. علامة السجائر داڤيدوف مملوكة من قبل إمبريال براندز بعد شرائها في عام 2006. الجزء الآخر من علامة دافيدوف للتبغ مملوك لشركة اوتينجر داڤيدوف الزراعية، ومقرها بازل، سويسرا.
تقوم اوتينچر داڤيدوف الزراعية بتصنيع مجموعة واسعة من السيجار والسيجار الصغير والتبغ الغليون وإكسسوارات المدخن تحت العلامات التجارية داڤيدوڤ وكاماتشو وزينو بلاتينيوم. يتم إنتاج السيجار في جمهورية الدومينيكان وهندوراس، ويتم الحصول على التبغ من جمهورية الدومينيكان ونيكاراغوا والبرازيل وبيرو والمكسيك والإكوادور وهندوراس والولايات المتحدة الأمريكية.

## اسم
بعد الحرب العالمية الثانية، قرر زينو داڤيدوف الحصول على ترخيص لإنتاج سلسلة السيجار الخاصة به. نظرًا لأنه كان لديه عملاء دوليون مميزون، فقد سمى الأشكال المختلفة لسلسلة سيجار «شاتو» على اسم مزارع الكروم الشهيرة في بوردو. كان الأول في السلسلة «شاتو لاتور» عام 1946.
في عام 1967، بفترة احتكار دولة كوبا للتبغ، اتصلت كوباتاباكو بزينو دافيدوف، بشأن إنشاء خط من السيجار يحمل اسم «دافيدوف». تم لف السيجار في مصنع El Laguito الذي تم إنشاؤه حديثًا في هافانا، والذي تم إنشاؤه للف السيجار الشخصي للرئيس الكوبي فيدل كاسترو، المسمى Cohíba كوهيبا.
في عام 1968 تم إطلاق أول سيجار يحمل اسم «دافيدوف». الأشكال الأولى كانت رقم 1 ورقم 2 والسفير. في عام 1970، حصلت شركة Oettinger AG ، الواقعة في بازل، سويسرا، على حقوق علامة دافيدوف التجارية.
في عام 1971، تم إطلاق «ميني سيجاريلوس» من دافيدوف (حشوات قصيرة مصنوعة من التبغ بنسبة 100٪) وفي عام 1972، تم إطلاق أول تبغ غليون من دافيدوف. اعتبارًا من عام 1975، تم تسليم السيجار من سلسلة Château في خزانات تحمل شعار Davidoff.
في عام 1976، تم إطلاق «سلسلة Mille»، وفي عام 1977، سيجار "Dom Pérignon"، الذي سمي على اسم الشمبانيا. في عام 1986، تم إنتاج إصدار محدود من السيجار "Anniversario" للاحتفال بعيد ميلاد Zino Davidoff الثمانين.
تأسست مجموعة Zino Davidoff Group من دافيدوف في عام 1980  لتسويق السلع الفاخرة غير التبغية حصريًا مثل الساعات والسلع الجلدية والأقلام والعطور والنظارات والقهوة والكونياك. اقترح باحثو الصحة العامة أن هذا كان من أجل الانخراط في تنويع العلامات التجارية (المعروف أيضًا باسم «امتداد العلامة التجارية») للترويج لمنتجات التبغ، لأنه يسمح بالإعلان عن العلامة التجارية في مواجهة القيود المفروضة على الترويج المباشر لمنتجات التبغ.
بعد العديد من الخلافات حول الجودة وحقوق الملكية، قرر كل من Zino Davidoff و Cubatabaco إنهاء علاقتهما. في الفترة التي سبقت ذلك، في أغسطس 1989، أحرق Zino علنًا أكثر من مائة ألف سيجار لاعتبارها منخفضة الجودة وغير صالحة للبيع. تم إيقاف إنتاج جميع منتجات دافيدوف في كوبا رسميًا في عام 1991. وتم التوقيع على اتفاق يقضي بعدم بيع المزيد من سيجار دافيدوف من كوبا.
في عام 1990، بعد التوقف عن المنتجات الكوبية الصنع، بدأت دافيدوف في إنتاج السيجار في جمهورية الدومينيكان. بعد العديد من الاختبارات، وجد Zino Davidoff شريكًا في المنتج المحلي "Tabadom"، المملوك لهندريك كيلنر.
في عام 1991، تم إطلاق أول سيجار دافيدوف الدومينيكي الصنع، استمرارًا لخطوط الإنتاج وأشكال السيجار لأسلافهم الكوبيين. مع الانتقال إلى جمهورية الدومينيكان، تمت إعادة تسمية سلسلة Château باسم "Grand Cru"، وتم ترقيم التنسيقات الفردية بدلاً من حمل أسماء مزارع الكروم.
في عام 1991، أصبح الإصدار المحدود المسمى "Aniversario" سلسلة سيجار مستمرة تسمى سلسلة "Aniversario". في عام 1992، تم إصدار سلسلة السيجار "Special"، بتنسيق "Special R" كأول منتج. في عام 1994، توفي زينو دافيدوف البالغ من العمر 87 عامًا في جنيف بسويسرا. في عام 2001، تم إطلاق سلسلة السيجار "Millennium Blend". في عام 2010، أصدر Davidoff Cigars سلسلة "Puro d'Oro".
في عام 2013، أصدر Davidoff Cigars سلسلة "Nicaragua"، والتي كانت أول خط إنتاج لشركة Davidoff لدمج التبغ من نيكاراغوا في مزيج السيجار، وأول سلسلة منذ منتجات Davidoff الكوبية التي استخدمت التبغ غير المستورد من جمهورية الدومينيكان. من الآن فصاعدًا، بدأت Davidoff Cigars في الاستفادة من التبغ الذي يتم الحصول عليه من بلدان أخرى غير جمهورية الدومينيكان لتنويع محفظة منتجاتها.
في عام 2015، أصدرت سجائر داڤيدوف سلسلة «إيسكوريو» التي تحتوي على التبغ البرازيلي. في نفس العام، تم إطلاق خط السيجار «ونستون تشرشل». في عام 2016، أصدرت داڤيدوف للسيجار سلسلة سيجار «ياماسا».